# Xã Wayne, Quận Crawford, Pennsylvania
Xã Wayne (tiếng Anh: Wayne Township) là một xã thuộc quận Crawford, tiểu bang Pennsylvania, Hoa Kỳ. Năm 2010, dân số của xã này là 1.539 người.